# Carl Oberg
Carl Albrecht Oberg (27. ledna 1897, Hamburk – 3. června 1965, Flensburg) byl německý válečný zločinec a důstojník Waffen-SS a policie v hodnosti SS-Obergruppenführer und General der Waffen-SS und Polizei během druhé světové války. Nechvalně proslulým se stal díky svému působení jako vyšší šéf SS a policie ve Francii.

## Mládí a první světová válka
Carl Oberg se narodil 27. ledna roku 1897 v Hamburku jako syn profesora medicíny. Po dokončení vzdělání a získání maturity vstoupil v srpnu roku 1914 do armády, kde byl zařazen v hodnosti Fähnrich (praporčík) ke 24. pluku polního dělostřelectva (Feldartillerie Regiment Nr. 24). Zde sloužil až do srpna následujícího roku.
Jeho dalším postem se stal 45. pluk polního dělostřelectva (Feldartillerie Regiment Nr. 45), kde sloužil až do konce války. Válku ukončil v hodnosti Leutnant (poručík) a získal oba stupně Železného kříže.
Poté, co bylo po prohrané válce Německo nuceno zredukovat svou armádu, vstoupil Carl Oberg do řad jednotek Freikorps a účastnil se také Kappova puče v roce 1920.
V letech 1942 až 1944 velel Oberg německým policejním jednotkám ve Francii (včetně SD a gestapa), které poté převzal plukovník SS Helmut Knochen. Oberg ve Francii vedl protižidovské akce a boj proti hnutí odporu.
Byl také zodpovědný za „konečné řešení židovské otázky ve Francii“. Tato akce vyústila v deportaci 75 000 Židů do vyhlazovacích táborů v Německu a Polsku.
V roce 1945 byl zadržen americkými vojáky v jedné tyrolské vesnici. V roce 1946 byl nejprve ve Wuppertalu odsouzen k trestu smrti. Poté byl předán do Francie, kde byl za válečné zločiny 9. října 1954 odsouzen ke stejnému trestu. V roce 1958 mu byl trest změněn na doživotí. 28. listopadu 1962 byl Carl Oberg společně s Helmutem Knochenem po amnestii prezidenta de Gaulla propuštěn na svobodu. Poté až do své smrti žil ve Flensburgu.

## Shrnutí vojenské kariéry

### Data povýšení
- Fähnrich
- Leutnant – listopad, 1915
- SS-Sturmführer – 1. červenec, 1933
- SS-Obersturmführer – 25. září, 1933
- SS-Hauptsturmführer – 7. březen, 1934
- SS-Sturmbannführer – 15. červen, 1934
- SS-Obersturmbannführer – 4. červenec, 1934
- SS-Standartenführer – 20. duben, 1935
- SS-Oberführer – 20. duben, 1939
- Generalmajor der Polizei – 31. březen, 1942
- SS-Brigadeführer – 20. duben, 1942
- SS-Gruppenführer und Generalleutnant der Polizei – 20. duben, 1943
- SS-Obergruppenführer und General der Polizei – 1. srpen, 1944
- General der Waffen-SS – 10. březen, 1945

### Významná vyznamenání
- Pruský železný kříž I. třídy (první světová válka)
- Pruský železný kříž II. třídy (první světová válka)
- Hamburský hanzovní kříž (první světová válka)
- Válečný záslužný kříž I. třídy s meči
- Válečný záslužný kříž II. třídy s meči
- Kříž cti s meči
- Čestný prýmek starého bojovníka
- Čestná dýka Reichsführera-SS
- Totenkopfring

- Listopad 1935 – leden 1937. SS-Standartenführer 22. SS-Standarte, "Mecklenburg", Schwerin[3]
- leden 1937 – prosinec 1938. SS-Standartenführer a Stabsführer SS-Abschnitt IV, Hannover.[4]
- ?? (nejpozději květen 1942) – duben 1943. SS-Brigadeführer a Generalmajor der Polizei[5]
- listopad 1939 – srpen 1941. SSPF "Radom"[6]
- květen 1942 – listopad 1944. HSSPF "Frankreich"[5]

### Poznámka
Další varianty psaní jména v literatuře jsou (částečně je také sám používal): Karl Albrecht Oberg, Carl-Albrecht Oberg, Karl Oberg.